# Anastase Dragomir
Anastase Dragomir (Brăila, 6 febbraio 1896 – Bucarest, giugno 1966) è stato un ingegnere e inventore romeno, fu tra gli inventori del seggiolino eiettabile, brevettato assieme al connazionale Tănase Dobrescu, già ideato da Everard Calthrop nel 1916.

## Biografia

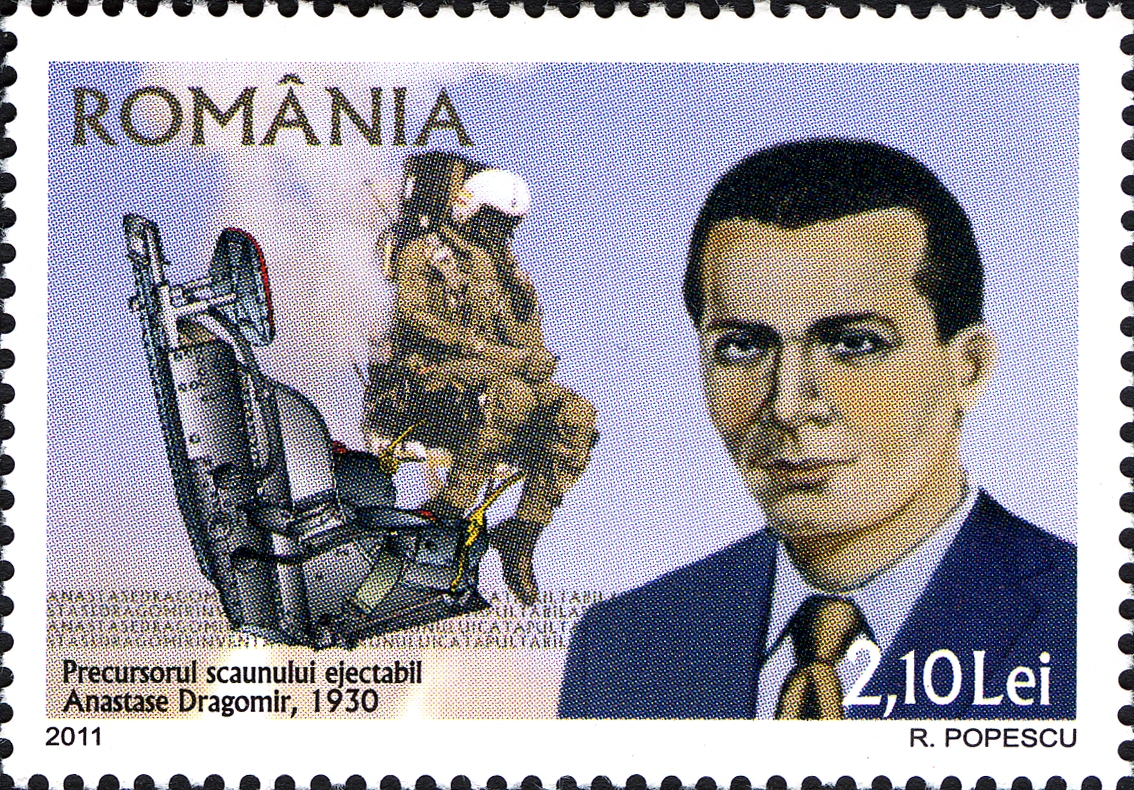
Francobollo della Poșta Română, 2011

Lavorò in Francia diversi anni presso industrie aeronautiche ove ebbe modo di brevettare un moderno seggiolino eiettabile. Il brevetto fu presentato il 3 novembre 1928 e pubblicato il 2 aprile 1930.
Dopo diverso tempo ottenne i finanziamenti per lo sviluppo del sistema. L'invenzione fu provata il 28 agosto 1929 all'aeroporto di Parigi Orly, su un velivolo Société des avions Henri & Maurice Farman pilotato da Lucien Bossoutrot. Successivamente Dragomir ritornò in Romania, dove assieme a Constantin Nicolau riprovò la sperimentazione su un velivolo Avia all'aeroporto di Bucarest-Băneasa - Aurel Vlaicu, il 26 ottobre 1929. 
Continuò lo sviluppo del sistema ed ottenne un brevetto romeno nr. 40658/1950 per cellula con paracadute ("celula parasutata") e nel 1960 ottenne un altro brevetto romeno nr. 41424/1960 per velivoli di trasporto con cabina catapultabile ("construirea unui avion de transport echipat cu cabine catapultabile, pentru salvarea pasagerilor").